# Sauropus brevipes
Sauropus brevipes är en emblikaväxtart som beskrevs av Johannes Müller Argoviensis. Sauropus brevipes ingår i släktet Sauropus och familjen emblikaväxter. Inga underarter finns listade i Catalogue of Life.